# Справедливая Армения
«Справедливая Армения» (арм. Արդար Հայաստան) — центристская политическая партия, созданная в Армении в январе 2021 года перед досрочными парламентскими выборами 2021 года.

## История
«Справедливая Армения» была создана 20 января 2021 года во время своего учредительного съезда, состоявшегося в Ереване. Являющийся основателем партии юрист Норайр Норикян был избран её председателем.
В марте 2021 года партия подтвердила своё намерение участвовать в предстоящих досрочных парламентских выборах в Армении. Набранных в ходе выборов 0,31 % голосов избирателей не хватило «Справедливой Армении» делегировать в Национальное собрание страны своего представителя. Партия объявила, что признает результаты выборов и будет стремиться к сотрудничеству с другими политическими группами.

## Идеология
Активность партии «Справедливая Армения» направлена создание сильного и влиятельного государства, улучшение социально-экономического развития, ликвидацию политической коррупции и всех форм дискриминации, укрепление верховенства закона и социальной справедливости, защиту окружающей среды, борьбу за международное признание геноцида армян.
Рассматривая международную политику государства, партия выступает как за евроинтеграцию Армении, так и за то, чтобы страна оставалась членом Евразийского союза. Партия считает, что Армения принадлежит к «европейской семье» государств и должна в полной мере выполнять Соглашение о всеобъемлющем и расширенном партнёрстве с ЕС и в то же время должна поддерживать прочные экономические связи с Россией.
«Справедливая Армения» признаёт право непризнанной НКР на самоопределение, верит в сохранение членства Армении в ОДКБ и нормализацию отношений с Турцией и Азербайджаном путём мирного урегулирования Карабахского конфликта. В то же время партия решительно осуждает соглашение о прекращении огня в Нагорном Карабахе в 2020 году.
Кроме того, партия выступает за развитие более тесных отношений с США и НАТО, Индией, Китаем, Грузией, Ираном и другими странами.

## Деятельность
22 марта 2021 года представители «Справедливой Армении» провели встречу с президентом Армении Арменом Саркисяном, чтобы обсудить политическую ситуацию в стране.
1 апреля 2021 года «Справедливая Армения» совместно с 4 другими политическими партиями подписала общую декларацию, призывающую правительство страны обеспечить свободные и справедливые предстоящие выборы на фоне политических беспорядков в Армении, вызванных подписанием Николом Пашиняном соглашения о прекращении боевых действий в Нагорном Карабахе.

## Результаты выборов

### Парламентские выборы
| Выборы | Голоса | %    | Кресла   | Позиция  |
| ------ | ------ | ---- | -------- | -------- |
| 2021   | 3914   | 0,31 | 0 из 107 | 17 место |